# Čeremoš
Il Čeremoš (in ucraino Черемош?; in polacco Czeremosz; in romeno Ceremuş; in tedesco Czeremosch; in russo Черемош?) è un fiume ucraino, affluente di destra del Prut.

## Percorso
Il fiume è formato dalla confluenza del Čornyj Čeremoš (a sinistra, "Čeremoš Nero") e del Bilyj Čeremoš (a destra, "Čeremoš Bianco") nel villaggio di Usterikyj, e poi scorre in direzione nord-est, costituendo il confine tra l'oblast' di Ivano-Frankivs'k (sponda sinistra) e quello di Černivci (sponda destra). Attraversa le città di Kuty, Vyžnycja e Vaškivci e infine sfocia in destra orografica nel Prut vicino all'insediamento di tipo urbano di Nepolokivci.
La lunghezza del fiume è di 80 chilometri, l'intero bacino idrografico è di 2560 km².
Il Čeremoš costituisce il confine tra le regioni storiche della Galizia e Bucovina. Tra il 1919 e il 1939 il fiume ha costituito il confine tra Romania e Polonia.